# Marco Antonio Boronat Gimeno
Marco Antonio Boronat Gimeno (Sant Sebastià, 9 de juny de 1947) és un exfutbolista i exentrenador basc, i un dels herois de Puertollano.

## Carrera
Com a futbolista, ocupava la posició de davanter. Va passar pràcticament tota la seua carrera esportiva a les files de la Reial Societat, on suma 225 partits i 31 gols entre 1967 i 1977, encara que les dues darreres temporades és suplent.
Després de retirar-se entra a l'equip tècnic del conjunt donostiarra. És segon d'Alberto Ormaetxea i de John Benjamin Toshack, i quan el gal·lès marxa al Reial Madrid, es fa càrrec de la Reial, on conclou la campanya 88/89. L'any següent acaba cinquè amb els bascos i es classifica per a la Copa de la UEFA. El gener de 1991 deixa la Reial Societat, i a la temporada següent fitxa pel Deportivo de La Corunya, on no acaba i és substituït a la jornada 30 per Arsenio Iglesias.
A partir d'aquest moment, i durant la dècada dels 90, Boronat es fa càrrec de diversos equips de Segona Divisió, com el Reial Valladolid, el CD Badajoz, la UD Las Palmas, el Deportivo Alavés (al qual salva del descens) i el CD Logroñés (també evita el descens en la seua primera campanya, tot i que els riojans baixaran l'any 2000).